# Mesa 3D

I componenti grafici di Linux comprendono Mesa 3D

Implementazione di EGL e libwayland-EGL in Mesa 3D e Wayland

Mesa 3D è una libreria software di grafica 3D open source che fornisce un'implementazione generica di OpenGL e Vulkan per la resa grafica tridimensionale su molte piattaforme informatiche.
Anche se Mesa non è un'implementazione OpenGL ufficialmente riconosciuta, la struttura, la sintassi e la semantica delle API è la stessa di OpenGL. Fu inizialmente sviluppata da Brian Paul nell'agosto 1993 che attualmente ne mantiene ancora lo sviluppo.

## Vantaggi
- La versione attuale di Mesa 3D è disponibile e può essere compilata su praticamente tutte le piattaforme moderne.

- Nonostante non si tratti di un'implementazione ufficiale di OpenGL, gli autori di Mesa 3D hanno lavorato per mantenere allineate le API con l'ultima versione degli standard OpenGL, come definito da OpenGL ARB.

- Mesa 3D è distribuito secondo la Licenza MIT.

- Mesa 3D supporta diversi acceleratori grafici, ma può anche essere compilato come un renderer di tipo software (nelle versioni più recenti è possibile utilizzare LLVM con Gallium3D per avere accelerazione grafica software che tenga conto dei sistemi multi-thread). Siccome si tratta di open source, è possibile utilizzare Mesa 3D al fine di studiare il funzionamento interno di un renderer OpenGL-compatibile.

- È spesso possibile scovare errori in applicazioni OpenGL utilizzando le librerie Mesa 3D e usando un debugger di tipo convenzionale per risolvere problemi all'interno della libreria di basso livello.